# Гижгит
Гижгит (в среднем течении — Джуарген, в верховьях — Ташорун) — река в России, протекает в Эльбрусском районе Кабардино-Балкарской Республики. Длина реки составляет 28 км, площадь водосборного бассейна 151 км² (по другим данным — 158 км²), средняя высота водосбора 2330 метров над уровнем моря. Среднегодовой расход воды 1,53 м³/с.
Начинается на склоне горы Джувурген хребта Ташорунеаш. Течёт в общем восточном направлении по ущелью, в среднем течении поросшему берёзовым лесом. В низовьях запружена, образует водохранилище-хвостохранилище Тырнаузского горно-обогатительного комбината. В самом низовье протекает по искусственному тоннелю. Устье реки находится в 112 км по левому берегу реки Баксан.
Основные притоки — Баукол (лв), Темрезрезкол (лв), Гитче-Каштансу (лв), Аманчегет (пр), Каштансу (лв), Кабардинсу (лв), Аулукол (лв), Суарык (пр).

## Данные водного реестра
По данным государственного водного реестра России относится к Западно-Каспийскому бассейновому округу, водохозяйственный участок реки — Баксан, без реки Черек. Речной бассейн реки — реки бассейна Каспийского моря междуречья Терека и Волги.
Код объекта в государственном водном реестре — 07020000712108200004581.